# ماریه رایشرت
ماریه رایشرت (آلمانی: Marie Reichert؛ زادهٔ ۱۶ آوریل ۲۰۰۱) بازیکن بسکتبال اهل آلمان است که در مسابقات کشوری و بین‌المللی در مجموع برندهٔ ۱ مدال طلا شده است.
رایشرت توانست در بازی‌های المپیک تابستانی ۲۰۲۴ در پاریس همراه با تیم ملی بسکتبال ۳ نفرهٔ زنان آلمان به مدال طلا دست یابد.